# I successi (Den Harrow)
I successi è un album raccolta di Den Harrow, pubblicato nel 1999 dalla D.V. More Record, nel quale i brani sono ricantati e riarrangiati in nuove versioni.

## Tracce
1. Mad Desire – 4:37
2. Catch the Fox – 3:58
3. Don't Break My Heart – 3:47
4. Bad Boy – 4:08
5. Charleston – 4:51
6. Day by Day – 4:24
7. To Meet Me – 4:01
8. Future Brain – 4:10
9. Holiday Night – 3:54
10. Tell Me Why – 5:41
11. I Need a Lover – 4:52
12. A Tast of Love – 3:17